# L'altro lato del letto
L'altro lato del letto (El otro lado de la cama) è un film del 2002 diretto da Emilio Martínez Lázaro.
È una commedia sexy, con accenni di farsa e musical. L'interprete principale è l'attrice Paz Vega. 

## Trama
Le storie di due coppie si intrecciano.

## Riconoscimenti
- Premi Goya 2003: miglior sonoro